# 9-Zoll-Kanone M1867
Die 9-Zoll-Kanone M1867 (russisch: 9-дюймовая пушка обр. 1867 г, nach Umstellung auf das metrische System: 229-мм орудие обр. 1867 г.) war ein Geschütz im Russischen Kaiserreich. Es wurde im Bereich der Marine als Schiffsgeschütz und in der Küstenverteidigung eingesetzt.

## Geschichte
Infolge der polnischen Revolution 1863 befürchtete Russland politische Verwicklungen mit den Westmächten und Kaiser Alexander II. sah sich veranlasst, kurzfristig seine Küstenverteidigungseinrichtungen auf den modernsten Stand zu bringen. Aus diesem Grund und wegen der Erfahrungen, die man 1861 mit einem Krupp'schen neunzölligen Versuchsrohr gemacht hatte, bestellte Russland 1863 16 neunzöllige und 88 achtzöllige gezogene Gussstahl-Vorderladergeschütze nach französischem System bei der Fa. Krupp.
Um jedoch noch einmal verstärkt Angaben über die Leistungsfähigkeit der Geschütze gewinnen zu können, wurde ein neunzölliges Rohr in der Fertigung vorgezogen, welches nach der Fertigstellung in Petersburg einer scharfen Erprobung unterzogen wurde. Das Rohr wog 7531 kg und war mit sogenannten Shuntzügen (Schiebe- oder Parallelzügen) versehen. Es wurde mit 122,7 kg schweren Geschossen und einer Pulverladung von 20,5 kg geschossen. Die Geschosse waren mit Zinkzapfen versehen.
Bei diesen Versuchen zeigte sich, dass das gewählte Geschützsystem mangelhaft war und die erhofften Leistungen nicht erbringen konnte.
Von Russland wurde nun auch das Krupp'sche Hinterladersystem erprobt; als sich dieses dem gezogenen Vorderlader als überlegen erwiesen hatte, wurde vom russischen Auftraggeber der gesamte 1863 erteilte Auftrag in gezogene Hinterlader mit dem einfachen Keupp'schen Keilverschluss (prismatischer Keil) geändert.
Die Zusammenarbeit der Krupp'schen Konstrukteure mit den russischen Abnahmeoffizieren führte zu der Erkenntnis, dass unter Verwendung eines langsamer abbrennender Pulvers und einer entsprechenden Rohrkonstruktion von den Rohren größere Leistungen zu erwarten waren. Diese Überlegungen führten letztlich zur Konstruktion der sogenannten Ringrohrkanonen. 1866 wurde die Konstruktion erstmals an einem achtzölligen Rohr ausgeführt und erprobt. Parallel zu der Rohrentwicklung wurde auch der einfache Flachkeil, der den höheren Belastungen nicht mehr standhalten konnte, in den sogenannten Krupp'schen Rundkeil (zylindro-prismatische Keil) umkonstruiert.
Nach dem Abschluss der Versuche wurden 1866 von Russland 25 achtzöllige Ringkanonen und eine neunzöllige Ringkanone für Versuchszwecke bestellt. Die achtzölligen Rohre erhielten eine Ringlage, während das neunzöllige Rohr mit zwei Ringlagen versehen wurde.
Auf Grund der guten Ergebnisse, welche mit der neunzölligen Probekanone erzielt wurden, erfolgte 1868 eine Bestellung auf 62 neunzöllige Kanonen.
Um 1870 begann auch Russland mit der Eigenfertigung entsprechender Kanonen. So wurde bereits 1870 auf der Industrie-Ausstellung in St. Petersburg eine entsprechende Kanone ausgestellt. Es handelte sich hierbei um einen gezogenen neunzölligen gussstählernen Hinterlader mit zwei Ringlagen. Dieser war allerdings nicht mit dem Krupp'schen Rundkeil, sondern mit dem französischen Schraubenverschluss versehen.

## Konstruktion
Die 9-Zoll-Kanone M1867 besaß ein einteiliges Rohr aus Gussstahl, das mit zwei Lagen aufgeschrumpfter Ringe verstärkt wurde. Als Verschluss kam ein Rundkeilverschluss (zylindrisch-prismatischer Keilverschluss System Krupp) zum Einsatz. Die Länge des Rohres betrug 4572 mm, das entspricht 20 Kalibern. Die ab 1868 gebauten Waffen hatten eine Länge von 3962 mm (17,3 Kaliber). Das Rohr hatte 32 Züge mit einer Tiefe von 2,8 mm. Das Gewicht der Waffe mit Verschluss unterschied sich je nach Ausführung. Die von Krupp gefertigten Geschütze wogen 15.070 kg, die in den Obuchow-Werken hergestellten 15.225 kg.
Die Waffen verschossen Bleimantelgeschosse mit einem Gewicht von 122 bis 124 kg und einer Länge von 2 bis 2,5 Kalibern. Die Sprenggranaten enthielten eine Ladung von je 2,5 bis 4,5 kg Schwarzpulver und besaßen einen Aufschlagzünder. Die panzerbrechenden Granaten waren mit je 0,8 kg Schwarzpulver gefüllt und besaßen keinen Zünder. Der Bleimantel war notwendig, um das Geschoss im Rohr der Kanone gasdicht führen zu können. Granaten aus Stahl mit einer dünnen Bleiumhüllung wurden getestet, aber nicht eingeführt, ebenso wenig die in den 1880er-Jahren erprobten Geschosse mit jeweils drei Führungsringen aus Kupfer. Ein Kartätschengeschoss wurde am 24. November 1876 offiziell eingeführt. Es wog 79,44 kg und enthielt 72 Kugeln mit einem Durchmesser von 55,4 mm, von denen jede 836 g wog.
Als Treibladung wurde ebenfalls Schwarzpulver genutzt. Dabei wurden zunächst die für die 9-Zoll-Kanone beschafften Treibladungen verwendet. Bei einem Treibladungsgewicht von 19,45 kg wurde eine Mündungsgeschwindigkeit von 386 m/s erreicht. Für die neu gebauten Kanonen bestand die Treibladung aus 30,7 kg Schwarzpulver, was eine Mündungsgeschwindigkeit von 417 m/s ergab; ab den 1870er-Jahren aus 21,3 kg. Der Einsatz der starken Treibladung war nur in Kriegszeiten erlaubt. Damit wurde bei einer Mündungsgeschwindigkeit von 409 m/s und einer Rohrerhöhung von 8°40' eine Reichweite von 3704 m erreicht, bei einer Rohrerhöhung von +19° lag die Reichweite bei 6400 m.
Da wirksame Rohrbremsen zum damaligen Zeitpunkt nicht zur Verfügung standen, wurden die Kanonen auf eine von Generalmajor Pestich entwickelte Lafette mit Vavasseur-Gleitbahn gesetzt, dabei betrug der Neigungswinkel der Gleitbahn 1,5°. Der Höhenrichtbereich lag bei −4° bis +8,5°. Als Richtantrieb kam eine Schraube zum Einsatz, dabei wurde eine Zeit von 2 min 15 s benötigt, um das Rohr aus einer Erhöhung von −4° in eine Erhöhung von 8,5° zu bringen. Die Unterlafette war als Pivotlafette konstruiert. Das Gewicht der Oberlafette betrug 2602 kg, das der Unterlafette 2641 kg.